# Pałac w Młyniskach
Pałac w Młyniskach – wybudowany w stylu późnoklasycystycznym istniał do 1939. Przy pałacu park o powierzchni 7,6 ha.